# Kevin Braheny
Kevin Braheny (Chicago, 1952) è un compositore e polistrumentista statunitense.
Viene considerato uno dei pionieri della musica elettronica per sintetizzatore commerciale e della space music.

## Biografia
Considerato un bambino prodigio, Kevin Braheny iniziò a comporre all'età di sette anni. Dopo aver suonato in orchestre e complessi rock e jazz come flautista e sassofonista durante l'adolescenza, Braheny si interessò al sintetizzatore nei primi anni settanta. In questo periodo divenne allievo di Malcolm Cecil, noto per aver fondato i TONTO's Expanding Head Band, e Serge Tcherepnin, insieme al quale progettò un sintetizzatore che fu il primo di una serie di strumenti da lui costruiti. A partire dagli anni settanta lavorò inoltre come ingegnere del suono. Dopo aver esordito nel 1980 con Lullaby, inciso per l'etichetta new age Hearts of Space, pubblicò Perelandra (1984), successivamente riedito come The Way Home e "proteso verso costruzioni armoniche imponenti che si ispirano a Beethoven e a Wagner prima ancora che a Schulze e Vangelis". Dopo Galaxies (1988), colonna sonora per un planetario considerata uno dei capolavori di tutta la musica spaziale, ha pubblicato My Secret Room (1990). Riferendosi a quest'ultimo album, Braheny dichiarò:
 Nello stesso periodo ha pubblicato varie collaborazioni fra cui Desert Solitaire (1989), realizzato con Steve Roach e Michael Stearns, e due album composti a quattro mani con Tim Clark, ovvero Rain (1995) e The Spell (1996).

## Discografia

### Da solista
- 1980 – Lullaby
- 1984 – Perelandra
- 1988 – Galaxies (colonna sonora)
- 1990 – Secret Rooms
- 2018 – The Night Fairies of Stillhaven Forest
- 2018 – Channeled Chakra Balancing

### Collaborazioni
- 1987 – Desert Solitaire (con Steve Roach e Michael Stearns)
- 1995 – Rain (con Tim Clark)
- 1996 – The Spell (con Tim Clark)